# Maison du Fontainier
La Maison du Fontainier, le Pavillon des Fontainiers ou regard no 27 est le dernier de l'ensemble des regards établis sur l'aqueduc Médicis, un des aqueducs d'Arcueil et de Cachan. Il est situé au no 42 de l'avenue de l'Observatoire, dans le 14e arrondissement de Paris.
En 2013, on commémorait le 400e anniversaire de la pose de la première pierre de l'aqueduc.

## Histoire et architecture
La Maison a été construite en 1619 lors de l'aménagement de l'aqueduc Médicis. Elle est entrée en fonctions à l'achèvement de celui-ci, le 19 mai 1623. Elle était alors habitée par le « fontainier du Roi », Thomas Francine.
La Maison a été classée en mai 1994 , et fait depuis l'objet d'une campagne de restauration et de mise en valeur, par les bénévoles de l'association Paris historique.

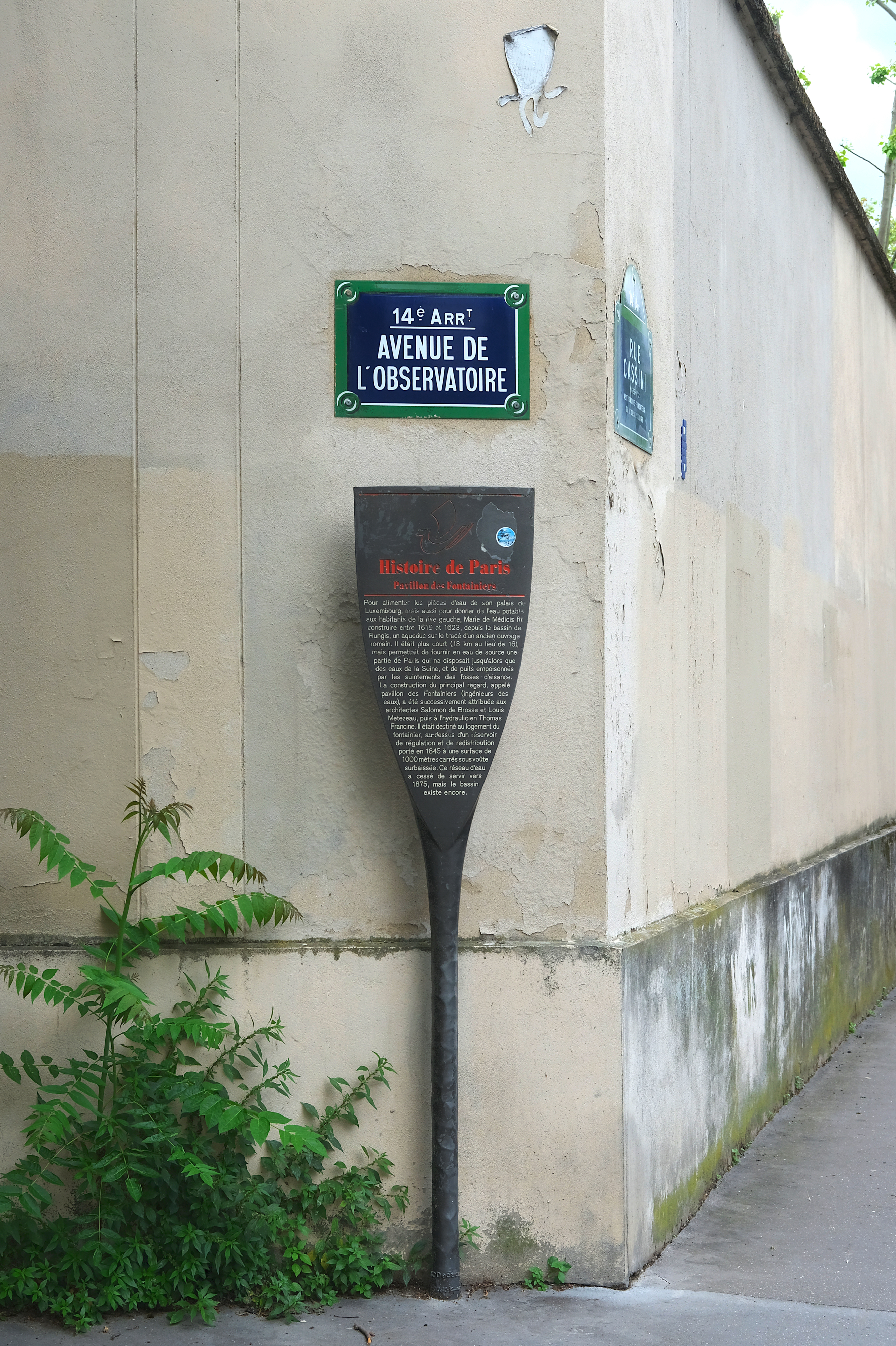
Panneau Histoire de Paris (maison du Fontainier) à l'angle de l'avenue de l'Observatoire et de la rue Cassini.
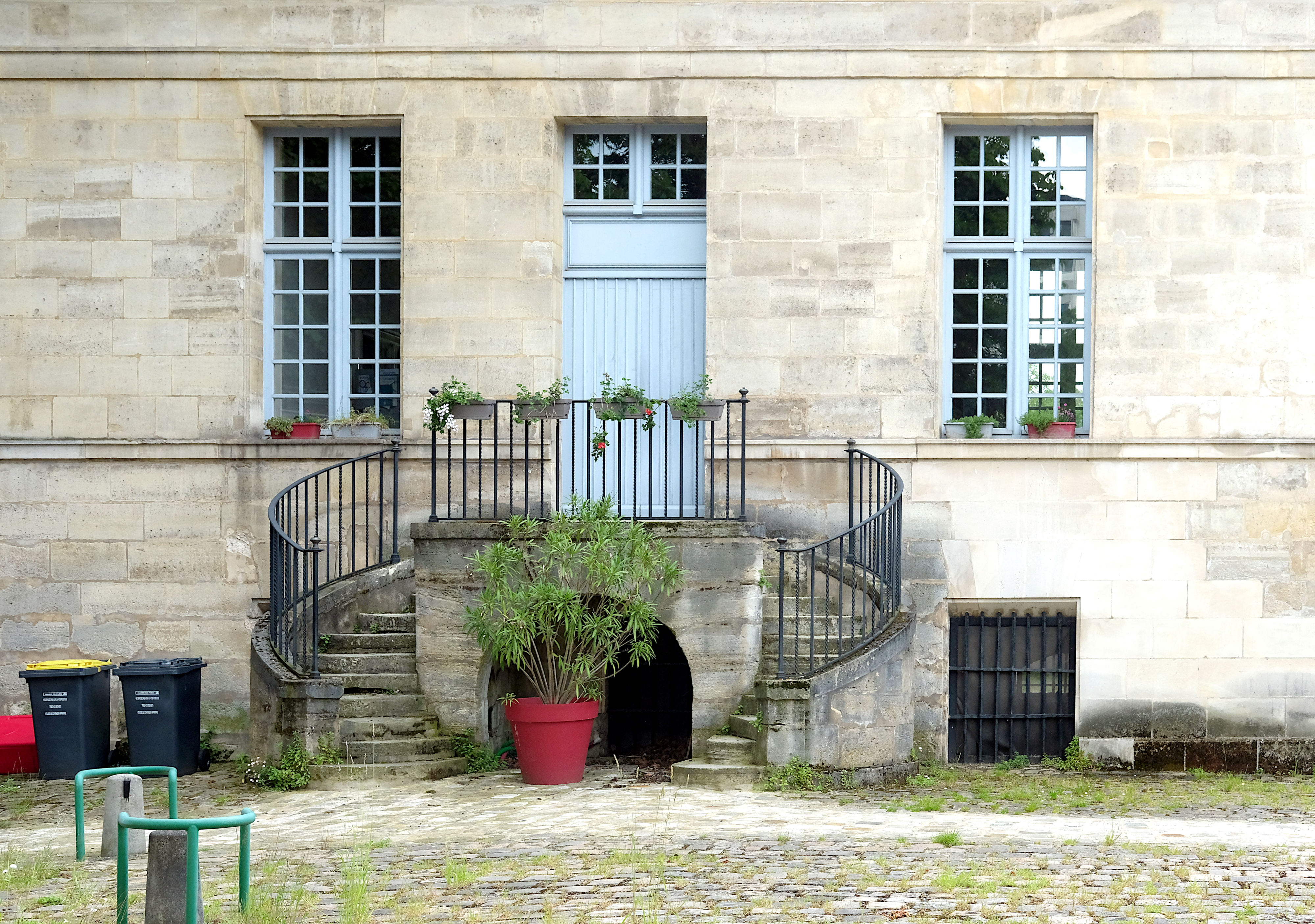
La maison du Fontainier (façade). On distingue bien les appartements du fontainier, accessibles par l'escalier, des ouvrages techniques de l'aqueduc en semi sous-sol.

## Distribution des eaux
Les étages supérieurs étaient occupés par le fontainier du Roi. L'eau de l'aqueduc arrivait dans les sous-sols. Elle se répartissait dans trois bassins : au centre, le bassin des Carmélites, dont l'eau était destinée aux besoins du clergé (environ 31 % des eaux). Au nord-ouest, du côté de l'avenue de l'Observatoire, le bassin du Roi, alimentant le palais du Luxembourg et ses fontaines (environ 41 % des eaux). Au sud-est, le bassin de la Ville, alimentant des fontaines publiques (environ 28 % des eaux).

Le bassin du roi
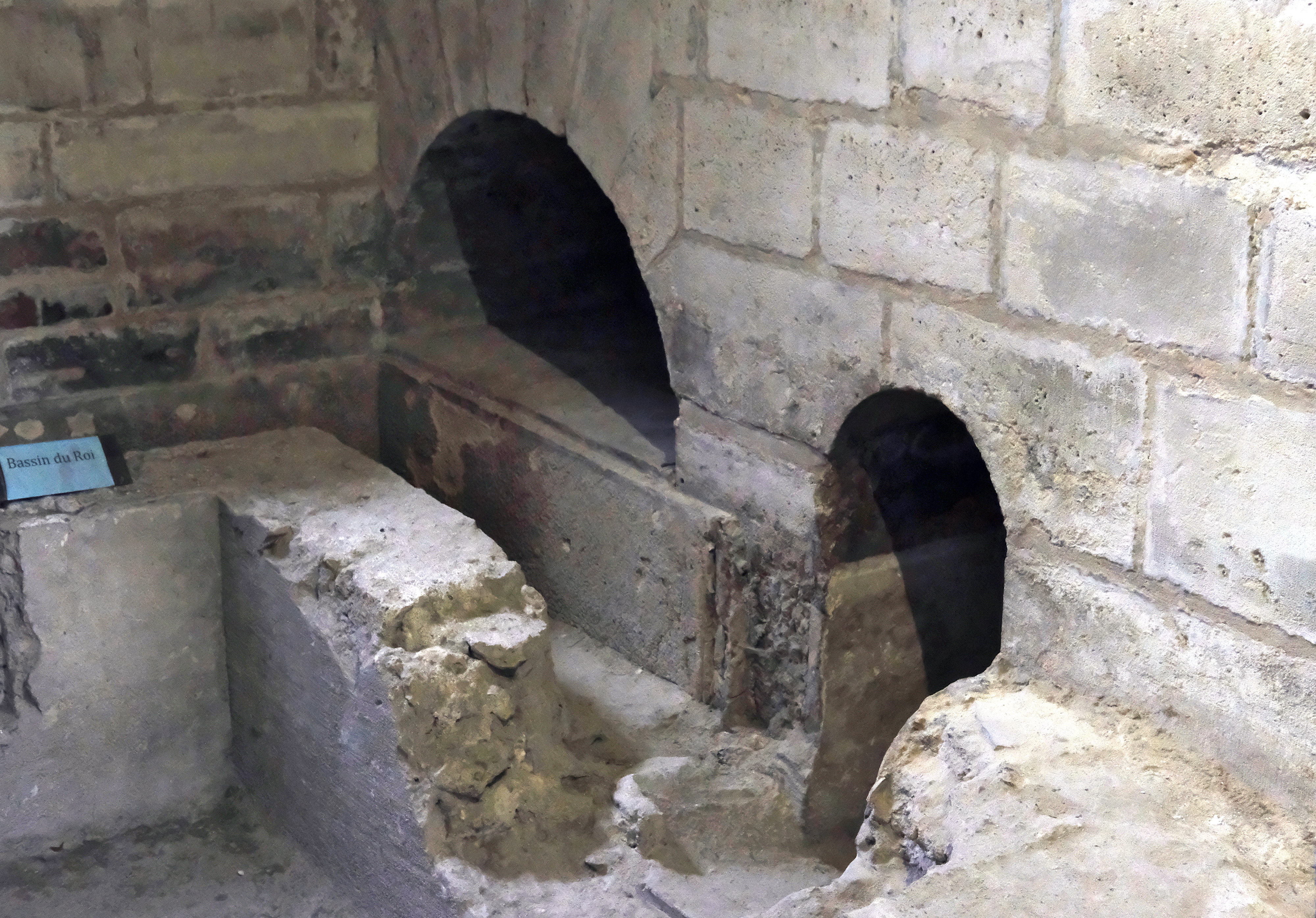
Quelques détails, avec un coin du bassin à gauche et l'accès au réservoir de 1845 à droite.
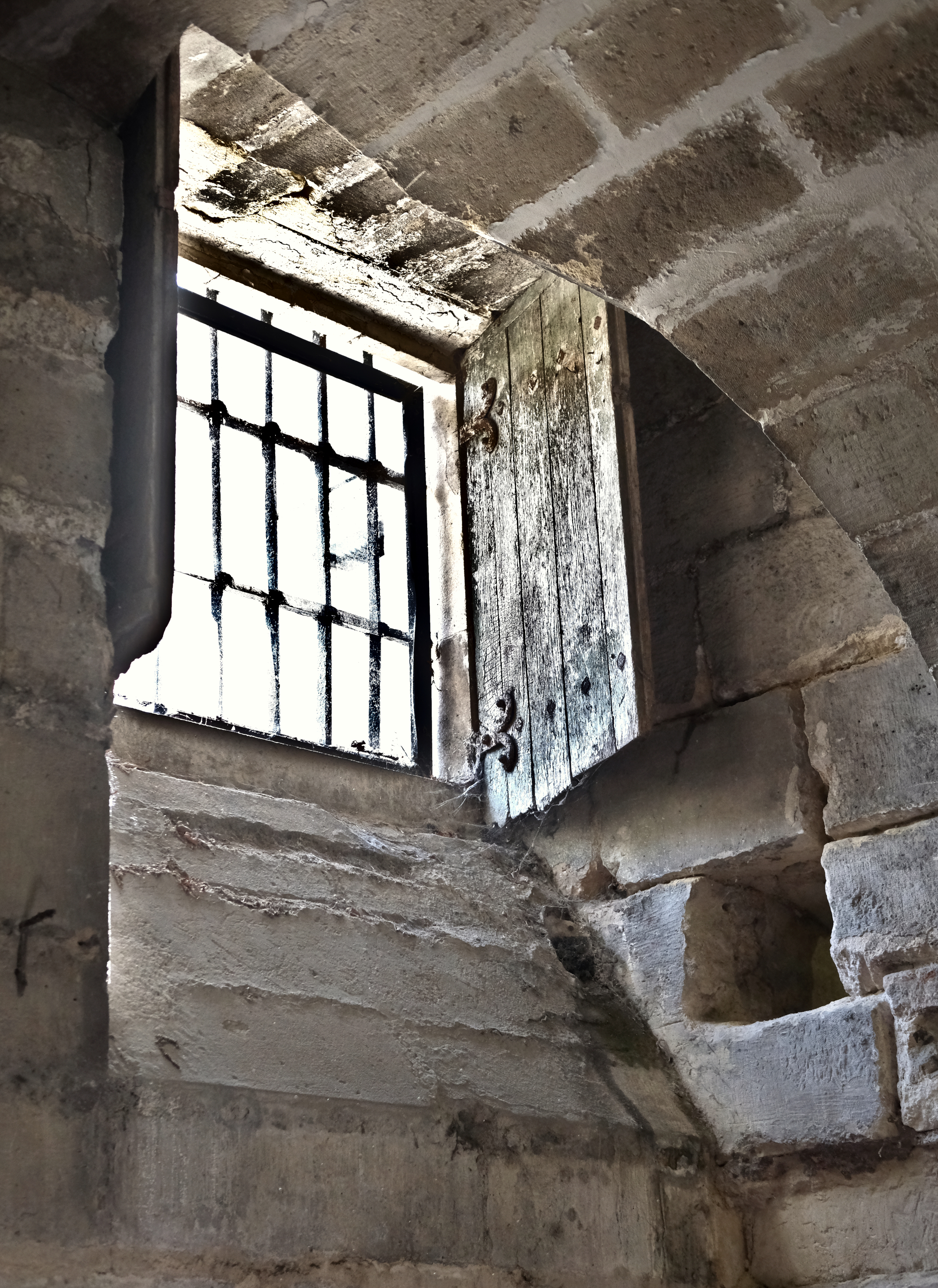
Le soupirail d'aération.
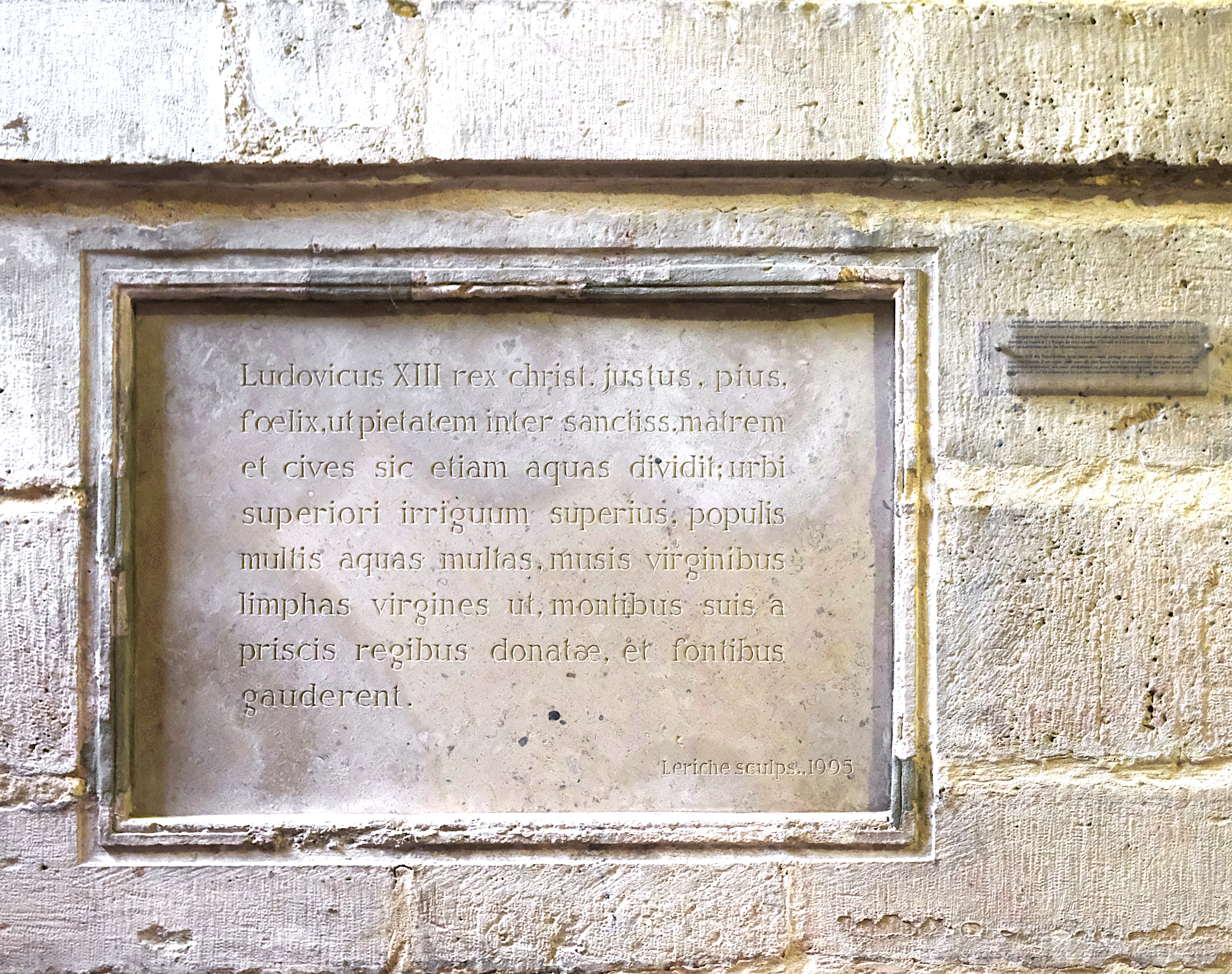
Plaque commémorative de 1995.

Quatorze fontaines publiques ou privées distribuaient l'eau, parmi lesquelles :
- la fontaine des Carmélites ;
- la fontaine de la rue Mouffetard, au coin de la rue du Pot-de-Fer (encore existante : fontaine du Pot-de-Fer) ;
- la fontaine Censier, rue Censier ;
- la fontaine Saint-Magloire, rue du Faubourg-Saint-Jacques ;
- la fontaine du collège de Navarre ;
- la fontaine Sainte-Geneviève, rue de la Montagne-Sainte-Geneviève ;
- la fontaine Saint-Côme, rue des Cordeliers.

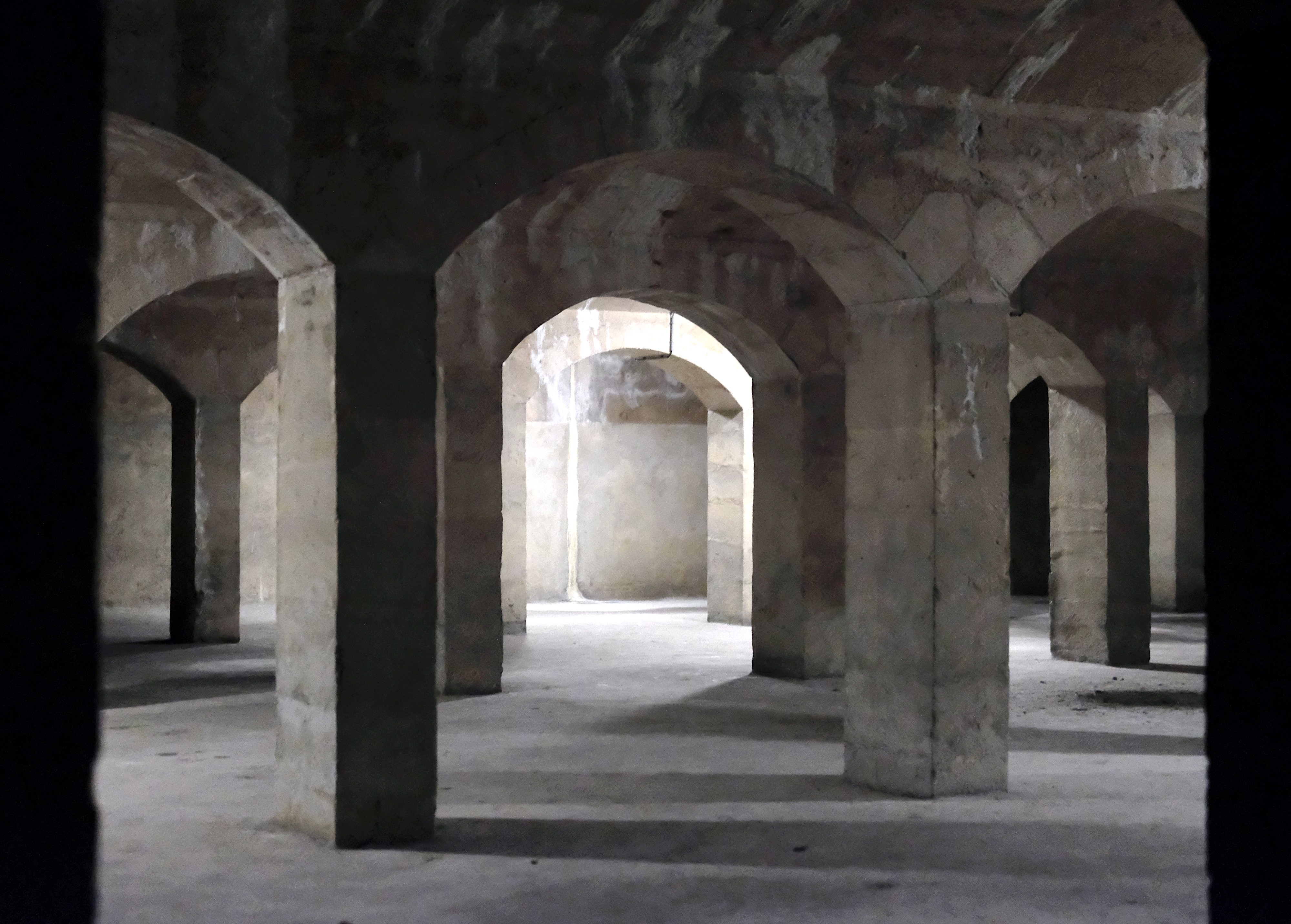
Le réservoir de 1845.

Un conduit traversait même la Seine par le pont Neuf, amenant l'eau à une fontaine sur l'île de la Cité et rue Saint-Honoré.
En 1845, un réservoir souterrain voûté, à double rangée de colonnes, a été adjoint à la Maison du Fontainier : alimenté à partir du bassin du Roi, il est construit à l'extérieur de celle-ci, immédiatement au nord-ouest. Il est resté peu longtemps en fonction, puisque dès les travaux d'Eugène Belgrand et la construction de l'aqueduc de la Vanne en 1870, la Maison du Fontainier a perdu son rôle de distribution des eaux.

## Sources
- Karine Berthier et Pierre Housieaux, L'Aqueduc Médicis, des sources de Rungis aux fontaines de Paris, Somogy éditions d'art, 2013, 55 p.  (ISBN 978-2-7572-0646-1).
- Pierre Housieaux et Yvonne Poulle, À la découverte de la Maison du Fontainier, Éditions de l'Association pour la sauvegarde et la mise en valeur du Paris historique, 2001, 80 p.  (ISBN 2-909653-07-2).
- Philippe Laporte, L'Aqueduc Médicis. Ses souterrains entre Paris et le Palais du Luxembourg. Visite historique et contemporaine, Éditions OCRA, 1998,  (ISBN 2-9503162-1-2).

Sur les aqueducs anciens et l'hydraulique :
- Pierre-Louis Viollet, L’Hydraulique dans les civilisations anciennes : 5 000 ans d’histoire, Paris, Presses de l’École nationale des ponts et chaussées, 2004, 2e éd.
- Eugène Belgrand (1810-1878), Les Travaux souterrains de Paris. Les Eaux, première section : « Les anciennes eaux », Paris, Dunod, 1877. Excellent ouvrage sur le monde souterrain de Paris, rare documentation sur les sous-sols parisiens. Eugène Belgrand a participé à la rénovation de Paris sous la direction du baron Haussmann, c'est à lui que nous devons notamment le nouveau système d'alimentation en eau et les égouts de la ville.